# Casa-magatzem Balcells
La casa-magatzem Balcells era un edifici situat als carrers Nou de la Rambla, 39-41 i de l'Est, 2-4 del barri del Raval de Barcelona, actualment desaparegut.

## Història i descripció
El 1899, l'indià Josep Balcells i Cortada va encarregar a l'arquitecte sabadellenc Juli Batllevell i Arús el projecte d'un edifici de planta baixa, entresol i tres pisos a la cantonada dels carrers Nou de la Rambla (7 obertures per planta) i de l'Est (11 obertures per planta). Batllevell hi va adoptar un llenguatge semblant al de la Urbanització del Born, però amb algunes diferències, que el convertien en una fita de l'arquitectura barcelonina de finals del segle xix: la porxada neogòtica de pedra de Montjuïc a la planta baixa i l'entresol, i l'estucat d'encoixinat de carreus a la cantonada i als extrems de la resta; la sobrietat dels elements ornamentals incorporats a l'obra, com ara les mènsules de la gran balconada del primer pis i els permòdols de la cornisa del coronament; la disposició dels balcons, que alternaven amb balconeres al segon pis, tots amb baranes de ferro colat; les baranes de ferro forjat de l'entresol, que reproduïen un motiu quadrilobulat.
Els baixos van hostatjar la redacció i tallers del diari El Liberal, dirigit pel periodista Darío Pérez García, el Gran Cine Conde (1910) i, posteriorment, el magatzem de materials d'Enric Cardona, especialitzat en banys i sanitaris, vidres i metalls. El 1917, Cardona va haver de legalitzar un forn amb gresol per fondre plom, i a principis de la dècada del 1930, el seu negoci es va veure seriosament perjudicat per les obres del tramvia soterrat del carrer Nou.
Finalment, fou enderrocat a la dècada del 1980, juntament amb la finca veïna del núm. 43, per l'Institut Català del Sòl (INCASOL), que hi va construir un edifici d'habitatges de protecció oficial que conserva una part de l'antiga porxada, projectat pels arquitectes Joan Arias, Lluís Pérez de la Vega i Enric Torrent (1995-1988), i que acull el Centre Cívic Drassanes.